# Marian Walentynowicz

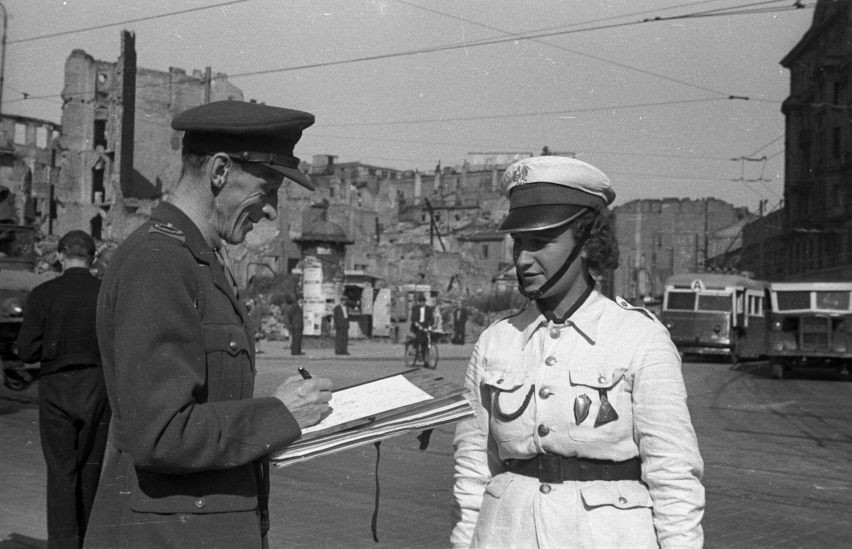
Marian Walentynowicz w mundurze 1 Dywizji Pancernej gen. S. Maczka szkicuje milicjantkę Leokadię Krajewską w Warszawie w 1947 r.

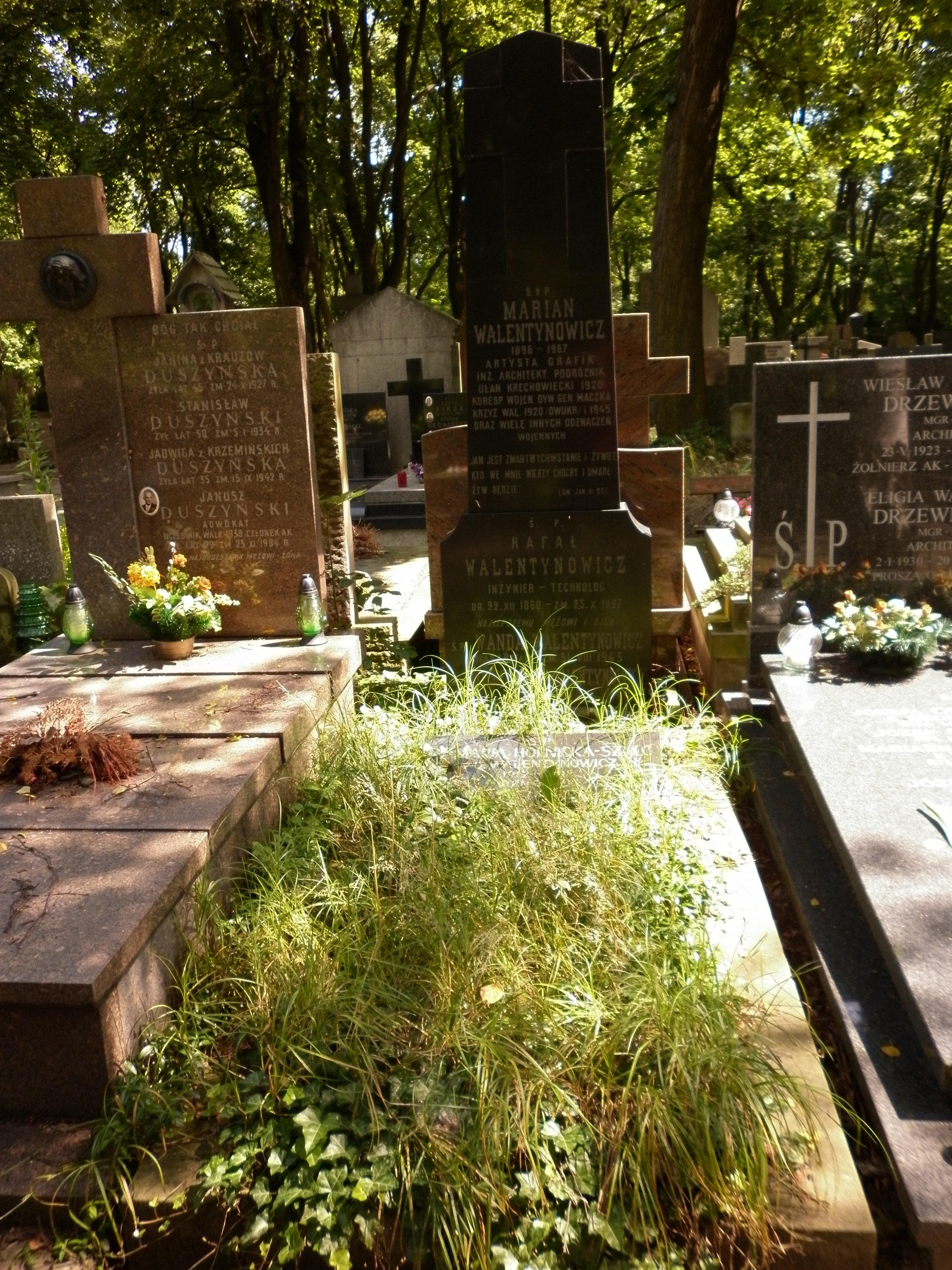
Grób Mariana Walentynowicza na Starych Powązkach

Marian Walentynowicz (ur. 8 sierpnia?/20 sierpnia 1896 w Petersburgu, zm. 26 sierpnia 1967 w Warszawie) – polski rysownik, architekt, pisarz oraz prekursor komiksu w Polsce.

## Życiorys
Urodził się w rodzinie Rafała i Wilhelminy z Siemaszków. Ukończył gimnazjum w Petersburgu oraz w 1932  Wydział Architektury Politechniki Warszawskiej. W Petersburgu był członkiem Związku Walki Czynnej. Służył w I Korpusie Wschodnim i Wojsku Polskim. Podróżował po Europie, Indiach, Malajach, Chinach, Japonii, Hawajach, Ameryce i Afryce. W latach 1930–1939 uczył w Żeńskiej Szkole Architektury im. Stanisława Noakowskiego w Warszawie. Od lat 20. XX w. współpracował jako rysownik z warszawskimi czasopismami.
W latach II wojny światowej był korespondentem wojennym przy 1 Dywizji Pancernej gen. Stanisława Maczka. Swoje przeżycia utrwalił w książce Wojna bez patosu (1969). Opisał między innymi bitwę pod Falaise.
Zmarł w Warszawie. Spoczywa na cmentarzu Powązkowskim (kwatera 238-6-4).

## Twórczość graficzna
Zaprojektował Znak Spadochronowy używany jako znak 1 Samodzielnej Brygady Spadochronowej oraz odznaczenia dla zasłużonych spadochroniarzy. Zajmował się także ilustracją książkową. Zaprojektował m.in. okładkę do wojennego wydania książki Józefa Kisielewskiego Ziemia gromadzi prochy. Ilustrator także wielu książek dla dzieci, w tym:
z Kornelem Makuszyńskim:
- 1933: 120 przygód Koziołka Matołka (120, bo jest 120 obrazków, a pod każdym czterowierszowa zwrotka ośmiozgłoskowcem)
- 1933: Druga księga przygód Koziołka Matołka
- 1934: Trzecia księga przygód Koziołka Matołka
- 1934: Czwarta księga przygód Koziołka Matołka
- 1935: Awantury i wybryki małej małpki Fiki-Miki
- 1936: Fiki-Miki dalsze dzieje, kto to czyta, ten się śmieje
- 1937: O wawelskim smoku
- 1938: Wanda leży w naszej ziemi
- 1938: Na nic płacze, na nic krzyki, koniec przygód Fiki-Miki
- 1960: Legendy krakowskie (łączne wydanie O wawelskim smoku i Wandzie)
- 1964: Wydanie łączne Awantury i wybryki małej małpki Fiki-Miki (zawierające Fiki-Miki dalsze dzieje... oraz Na nic płacze, na nic krzyki...)
- 1969: Wydanie łączne Przygody Koziołka Matołka

z innymi autorami:
- Walenty Pompka na wojnie żartobliwy komiks „bez dymków” pt. do tekstu Ryszarda Kiersnowskiego, drukowany w 1957 r. przez ówczesny tygodnik dla młodzieży „Przygoda”, w 49 cotygodniowych, całostronicowych, czarno-białych (niekiedy na żółtym tle) odcinkach.
- Przygody profesora Biedronki – Profesor i Ptaki (1956)

## Twórczość literacka
Marian Walentynowicz zajmował się również twórczością literacką. Napisał wiele utworów wraz z Kornelem Makuszyńskim. Publikował własne utwory:
- Ze sztucerem przez Czarny Ląd, opowiadania drukowane w „Przygodzie”
- Wojna bez patosu (1969, wspomnienia wojenne).

## Ordery i odznaczenia
- Krzyż Walecznych (dwukrotnie: 1920 i 1945)[4]

25 czerwca 1938 Komitet Krzyża i Medalu Niepodległości odrzucił wniosek o nadanie mu tego odznaczenia.